# マルクス・ユニウス・ペラ
マルクス・ユニウス・ペラ（ラテン語: Marcus Iunius Pera, 生没年不詳、紀元前3世紀）は、共和政ローマの元老院議員。紀元前230年には執政官、紀元前224年にはケンソル、更に第二次ポエニ戦争の最中、紀元前216年には独裁官を務めた。

## 経歴
紀元前230年に執政官となり、同僚執政官マルクス・アエミリウス・バルブラと共にリグリアへ出征した。
紀元前224年にはケンソルとなる。この年、イタリア半島に駐留する軍団の一覧が作られた。
紀元前216年、同年8月に起こったカンナエの戦いでローマ軍が大敗した後、混乱するローマ社会の動揺を抑えるために元老院より独裁官に選出された。副官にティベリウス・センプロニウス・グラックスを指名し、17歳以上の若者を招集して四個軍団を編成すると、カシリヌムからローマへ戻り、鳥卜を繰り返したという。マルクス・ファビウス・ブテオが同時期に独裁官に選ばれており、彼は副官を置かなかった。

## 一族
父は紀元前266年に執政官を務めたデキムス・ユニウス・ペラと考えられている。